# Corticaria suspecta
Corticaria suspecta es una especie de coleóptero de la familia Latridiidae.

## Distribución geográfica
Habita en Marruecos.